# Estasi di santa Teresa d'Avila
L'Estasi, o, più propriamente, la Transverberazione di santa Teresa d'Avila, è una scultura in marmo e bronzo dorato di Gian Lorenzo Bernini, realizzata tra il 1647 e il 1652 e collocata nella cappella Cornaro, presso la chiesa di Santa Maria della Vittoria, a Roma. È, insieme alla cappella, una delle opere più celebri del Barocco romano, spesso presa ad esempio come "manifesto" di tale periodo artistico.

## Storia
La cappella fu eseguita dal Bernini su commissione del cardinale veneziano Federico Cornaro, in un periodo di relativo calo delle commissioni pubbliche per l'artista in seguito alla morte di Urbano VIII e all'elezione di Innocenzo X Pamphilj che, nella prima parte del suo pontificato, gli preferì altri artisti come Borromini e Alessandro Algardi. La costruzione della cappella, in cui Bernini scolpì personalmente il gruppo della Santa Teresa e, forse, il ritratto di uno dei membri della famiglia che assistono alla scena, fu portata avanti tra il 1647 e il 1652.
L'artista era solito definire la cappella con modestia la sua «men cattiva opera». Lo stesso Filippo Baldinucci, nella biografia dell'artista, riporta che:

## Descrizione

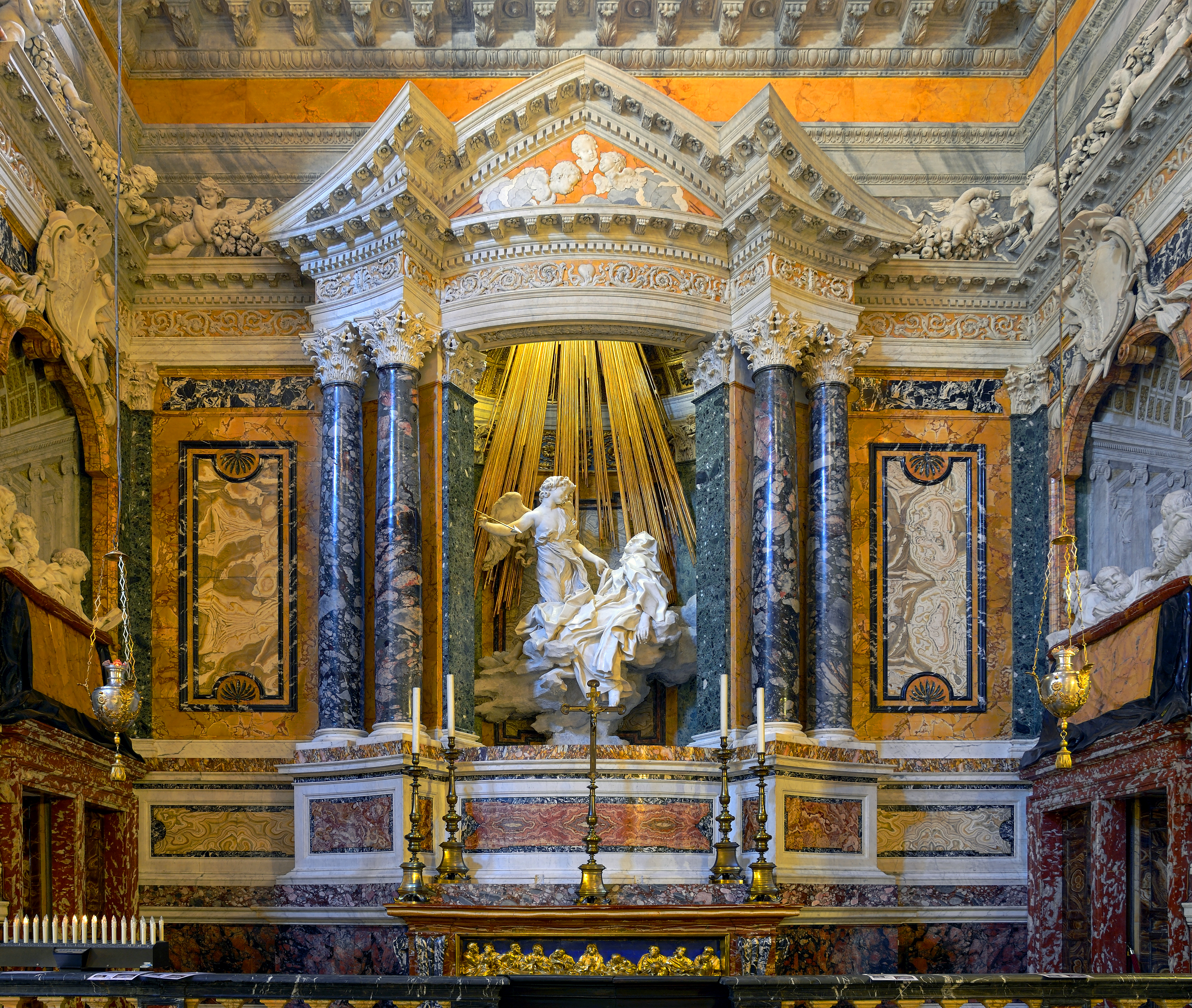
Visuale della cappella Cornaro: al centro troviamo santa Teresa e il cherubino e, ai lati, si scorgono i vari membri della famiglia Cornaro che si affacciano dai finti balconcini

Una delle cifre per intendere l'arte barocca è, come noto, il gusto per la "teatralità": la rappresentazione spettacolare e talvolta anche enfatica degli eventi. In quest'opera Bernini, mettendo a frutto la sua esperienza diretta di organizzatore di spettacoli teatrali, trasforma, in senso non metaforico ma letterale, lo spazio della cappella in teatro;
Per far ciò egli amplia innanzitutto la profondità del transetto; poi, aprendo sulla parete di fondo una finestra con i vetri gialli, pensata per rimanere nascosta dal timpano dell'altare, si procura una fonte di luce che agisce dall'alto, come un riflettore e che conferisce un senso realistico alla irruzione sulla scena di un fascio di raggi in bronzo dorato, così la luce che scende sul gruppo, attraverso i raggi, sembra momentanea, transitoria e instabile in modo da rafforzare la sensazione di provvisorietà dell'evento. Si può facilmente immaginare quanto tale effetto, nella penombra della chiesa, dovesse apparire a quel tempo suggestivo. Anche la freccia originaria retta dall'angelo, ora sostituita da un semplice dardo, venne realizzata con dei raggi che scaturivano dalla sua punta, a rappresentarne il fuoco del «grande amore di Dio», come santa Teresa stessa ebbe a dire nella sua autobiografia.
L'elegante edicola barocca, realizzata con marmi policromi, nella quale Bernini colloca la scena dell'Estasi di santa Teresa, funge da boccascena del teatro: essa mostra la figura della santa semidistesa su una vaporosa nuvola che la trasporta – come se fosse operante una macchina da teatro nascosta – verso il cielo. La trasformazione della cappella in teatro diventa letterale con la realizzazione, ai due lati del palcoscenico-altare, di «palchetti» sui quali sono raffigurati – ritratti a mezzobusto – i vari personaggi della famiglia Corner. L'evento privatissimo dell'estasi della santa diviene in questo modo evento pubblico, al quale i nobili spettatori paiono assistere non già con trepido stupore e con vivo trasporto devozionale, ma con staccato disincanto; li vediamo anzi - come avviene spesso a teatro - intenti a scambiarsi i loro commenti.

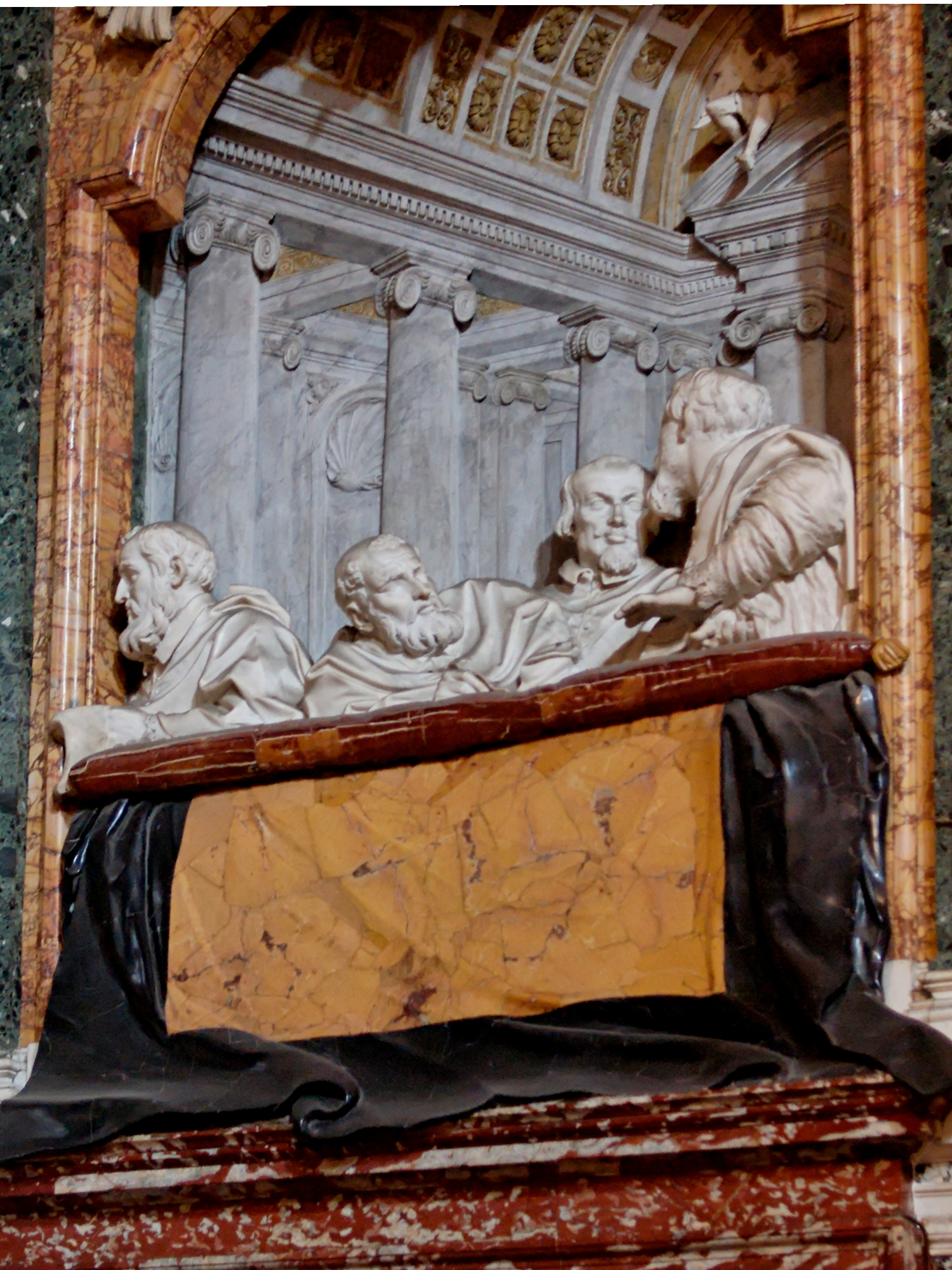
Il palchetto sinistro, con i membri della famiglia Corner in veste di testimoni attivi dell'evento mistico

Ma non è per la famiglia committente, bensì per l'ideale platea dei fedeli che si accostano all'altare-palcoscenico della cappella che Bernini mette in scena l'estasi della santa. Egli dimostra qui tutta la sua maestria di scultore, capace di lavorare il marmo come fosse cera, con estrema attenzione ai particolari. La veste ampia e vaporosa della santa, lasciata cadere in modo disordinato sul corpo, è un capolavoro di virtuosismo tecnico, per effetto del quale il marmo perde ogni rigidezza e la scultura sembra voler contendere alla pittura il primato nella rappresentazione del movimento. Commenta a questo riguardo Ernst Gombrich:
La raffigurazione delle estasi mistiche dei santi e delle loro visioni del divino rappresenta uno dei temi più cari all'arte barocca: i santi «con gli occhi al cielo aiutano» – seguendo le raccomandazioni dei gesuiti sulle funzioni pedagogiche dell'arte sacra – a sentire emozionalmente, con il sangue e con la carne, cosa significhi l'afflato mistico che porta alla comunicazione con Cristo e che è prerogativa della devozione più profonda. Anche sotto questo aspetto, della raffigurazione dell'estasi, l'opera realizzata da Bernini nella cappella Cornaro, sarà destinata a far scuola e ad essere presa a modello innumerevoli volte nella storia dell'arte sacra.
Sul piano iconografico l'Estasi di santa Teresa, che trova il suo prototipo nell'Apparizione di Cristo a Santa Margherita da Cortona di Giovanni Lanfranco (1622), è direttamente ispirata a un celebre passo degli scritti della santa, in cui ella descrive una delle sue numerose esperienze di rapimento celeste:
(Santa Teresa d'Avila, Autobiografia, XXIX, 13)
Il resoconto che Teresa ci offre è raffigurato quasi alla lettera da Bernini nella sua composizione marmorea, con il corpo completamente esanime e abbandonato della santa, il suo volto dolcissimo con gli occhi socchiusi rivolti al cielo e le labbra che si aprono per emettere un gemito, mentre un cherubino dall'aspetto di fanciullo giocoso, con in mano un dardo, simbolo dell'Amore di Dio, ne scosta le vesti per colpirla nel cuore. Notevole è il contrasto tra l'incarnato liscio e delicato dell'angelo (che fa pensare più a un Eros della mitologia greca che a un'entità spirituale cristiana) e le vesti scomposte della santa.

### Interpretazione psicoanalitica
L'interpretazione che studiosi della psicoanalisi come Marie Bonaparte hanno dato (proprio a partire dai resoconti di transverberazione lasciatici da santa Teresa) all'esperienza dell'estasi mistica in termini di pulsione erotica che si esprime sublimandosi nel deliquio dell'afflato spirituale, ha condotto la critica a sottolineare in quest'opera di Bernini la bellezza sensuale e ambigua dei protagonisti, avvalorando così la possibilità di una sua lettura in termini psicoanalitici. Lo psicologo italiano Enzo Bonaventura fa riferimento a Cupido, evidenziando, a livello simbolico, un nesso tra la figurazione greca e la trasfigurazione religiosa nell'arte cristiana. Per provarne la legittimità, occorre solo richiamare la parola di Renan in viaggio a Roma, davanti a questo stesso gruppo statuario: «Si c'est cela l'extase mystique, je connais bien des femmes qui l'ont éprouvée». Si potrebbe comunque ulteriormente citare il conte de Brosses, il Marchese de Sade o lo scrittore Veuillot.
Collateralmente a quest'interpretazione che considera l'esperienza di Teresa, e la scultura che la ritrae, nei termini di quello che (per usare un'espressione di Georges Bataille) potremmo chiamare «erotismo sacro», si deve tuttavia osservare che l'approfondimento della biografia dell'artista napoletano ha recentemente messo nella giusta luce la sua religiosità; una religiosità che in quel periodo della sua vita (quando aveva circa cinquant'anni) si era rafforzata attraverso la pratica degli esercizi spirituali di Ignazio di Loyola, eseguiti sotto la guida dei padri gesuiti che egli frequentava. Verosimilmente la lettura della vita di santa Teresa non dovette essere un fatto occasionale, limitato a singoli passi, segnalati magari dal committente. Al contrario, alcuni studiosi hanno letto nell'Estasi di santa Teresa anche l'eco del racconto di altre esperienze mistiche, come quella della santa genovese Caterina Fieschi Adorno.
La straordinaria qualità estetica e l'intensa drammaticità del gruppo marmoreo è dunque da collegare alla personale ricerca spirituale di Bernini, al suo impegno a scoprire per sé stesso, per poi mostrare a tutta la comunità dei fedeli il senso di quell'amore espresso oltre ogni misura verso il Redentore, che trova esempio nella vita dei santi.
L'influenza dell'opera di Bernini fu enorme non solo sui contemporanei, ma anche su molti artisti dei secoli successivi. Il famoso compositore Pietro Mascagni, ad esempio, nel 1923 compose una visione lirica per orchestra dal titolo Contemplando la santa Teresa del Bernini, un brano della breve durata di appena quattro minuti. La scultura è altresì il soggetto della canzone “The Lie”, contenuta nell'album del cantautore inglese Peter Hammill The Silent Corner and the Empty Stage.